# Marlon Licona
Marlon Javier Licona López (ur. 9 lutego 1991 w Catacamas) – honduraski piłkarz występujący na pozycji bramkarza, od 2023 roku zawodnik Victorii.